# مارکو مریتس
مارکو مریتس (استونیایی: Marko Meerits؛ زادهٔ ۲۶ آوریل ۱۹۹۲) بازیکن فوتبال اهل استونی است.
از باشگاه‌هایی که در آن بازی کرده‌است می‌توان به باشگاه فوتبال فلورا تالین و باشگاه فوتبال ویتس‌آرنهم اشاره کرد.
وی همچنین در تیم ملی فوتبال استونی بازی کرده‌است.